# Lorca (cantante)
José Alfonso Lorca Gómez (Madrid, España, 10 de julio de 1976) conocido como Lorca, es un cantante y compositor español.
Formó parte del dúo Ciencias Naturales junto a Salva Dávila, entre 1995 y 1997. En el año 2019 se reencontraron para reeditar su éxito En el andén del corazón.
Cuando comenzó su carrera solista, se hizo conocido especialmente por su single Bésame en la boca, que fue lanzado en 2001 y que le hizo triunfar tanto en España como en América, gracias a su disco de título homónimo.
En conmemoración del 21º aniversario de Bésame en la boca Lorca decide hacer una nueva versión de ésta con la colaboración de Soraya Arnelas. Versión que pasará a llamarse Bésame en la boca 2.21.

## Discografía

### Con Ciencias Naturales
- Ciencias Naturales (1996)
- Amor a plazos (1997)

### Como solista
- Lorca (2001)
- Serpiente con tacón (2004)
- La frecuencia perfecta (2014)

#### Recopilatorios
- 23 almas - Grandes Hits 1995-2014 (2014)

#### Otros
- Maquetas y rarezas para fetichistas (2010)
- Material de supervivencia (2012)
- DVD Lorca sencillamente (2014)
- Canciones en la recámara (2021)

## Colaboraciones
- Amaia Montero: El último Quijote.
- Inma Serrano: Con ellos al mar.
- Flores Raras: Efectos secundarios.
- Soraya Arnelas: Bésame en la boca.
- Ricky Merino: Serpiente con tacón.
- Juan Manuel :El tren del olvido ( versión bachata)
- Sabroso :El tren del Olvido

## Composiciones
- Raimundo Amador: Un ocupa en tu corazón.[2]
- Mónica Mey: Yerbabuena.
- Raúl: Compañera de fatigas.
- Flores Raras: Las lenguas salvajes.
- Miguel Ángel: Me has vuelto loco.
- Malú: Agua de mayo.[2]
- Flores Raras: Quiero verte danzar.
- Kiko & Shara: Adolescentes.
- Elvis Crespo: Bésame en la boca.
- Malú: Dicen por ahí.
- Flores Raras: Efectos secundarios.
- Lucas Sugo: El tren del olvido.
- Sabroso: Las flores de mi asesino.
- Flores Raras: Niña Bonita
- Francisco León : Te invito a vivir
- Francisco León: Amores Invisibles
- Mark Cucchelli :Lava y Volcán ( L.Rustici,Lorca ,M.Cuchelli, P. León)

## Premios
- 2004 - BMI Latin Awards.[4]